# フロレスタ (イタリア)
フロレスタ（イタリア語: Floresta）は、イタリア共和国シチリア州メッシーナ県にある、人口約500人の基礎自治体（コムーネ）。

## 地理

### 位置・広がり
メッシーナ県のコムーネ。県都メッシーナから西南西へ61kmの距離にある。

#### 隣接コムーネ
隣接するコムーネは以下の通り。括弧内のCTはカターニア県所属を示す。
- モンタルバーノ・エリコーナ
- ラックーイア
- ランダッツォ (CT)
- サンタ・ドメーニカ・ヴィットーリア
- トルトリーチ
- ウクリーア